# La costa de 'los Mosquitos'
La costa de 'los Mosquitos' (títol original en anglès The Mosquito Coast) és una pel·lícula estatunidenca dirigida per Peter Weir, estrenada el 1986. Aquesta pel·lícula ha estat doblada al català. Va ser la primera pel·lícula que es va emetre a Canal 9, el 5 de setembre de 1989, a la seua fase de proves, tot i que l'emissió es va fer en castellà.

## Argument
Allie Fox no troba Amèrica a la seva alçada, és un visionari, un inventor maniàtic i superdotat, l'ídol de la seva dona i dels seus fills. El seu país ha esdevingut un somni avortat, un país que ha caigut en mans de botiguers mediocres. Així que l'ocasió es presenta, se'n va d'aquest vell món cap a Hondures on desembarca amb tota la seva família al mig de la jungla "al regne dels mosquits". Heus aquí un país finalment a la seva mesura. Faran miracles i el seu esperit inventiu és obert. Però els déus envegen aquest tità.

## Repartiment
- Harrison Ford: Allie Fox
- Helen Mirren: Mother Fox
- River Phoenix: Charlie Fox
- Conrad Roberts: M. Haddy
- Andre Gregory: Reverend Spellgood
- Martha Plimpton: Emily Spellgood
- Dick O'Neill: M. Polski
- Jadrien Steele: Jerry Fox
- Michael Rogers: Francis Lungley
- Hilary Gordon: April Fox
- Rebecca Gordon: Clover Fox
- Alice Sneed: Sra. Polski
- Tiger Haynes: M. Semper
- William Newman: Capità Smalls

## Comentari
Paul Schrader signa en part el guió d'aquesta pel·lícula, adaptació d'una obra de Paul Theroux, que el realitzador Peter Weir volia portar pantalla en un moment donat. Schrader i Weir s'han comunicat poc durant el rodatge, i el cineasta ha afegit nombroses coses al guió.
Jack Nicholson era en principi triat pel paper d'Allie Fox, però serà finalment escollit Harrison Ford, trobant-se així amb Peter Weir just després de l'èxit de Witness. Desmitificant vegada la figura del pare i de l'aventurer, va ser una mena de contrafeina per l'actor en una obra amb tonalitats pessimistes. La costa de 'los Mosquitos' es va saldar amb un fracàs en sales i una mala acollida de la crítoca.
River Phoenix, que fa aquí de fill de Harrisson Ford, interpretarà aquest últim de jove a Indiana Jones i l'última croada.

## Localitzacions
Tot i estar ambientada a la Costa de Mosquitos hondurenya, la pel·lícula va ser rodada a Belize City (Belize) i a les localitats estatunidenques de Baltimore (Maryland), Cartersville (Geòrgia) i Rome (Geòrgia).